# LPX
LPX — форм-фактор материнської плати 9х11-13" (229х279-330 мм), розроблений Western Digital в 1987 році для тонких клієнтів. В даний час застарів.
Поява форм-фактора LPX стало першим кроком на шляху відходу виробників комп'ютерів від стандартів AT і Baby-AT. У розробленому спільними зусиллями компаній Intel і Western Digital стандарті LPX описується розташування вузлів і конструкція системних плат, корпусів і блоків живлення, а також, зокрема, вимоги до споживаної потужності і електричних характеристик системних плат. Максимальні розміри системної плати LPX майже такі ж, як і плати Baby-AT : ширина 9" і довжина (глибина) 13" (приблизно 229x330 мм), та й по розташуваннях монтажних отворів ці форм -факторами однакові.
У стандарті LPX слоти розширення на системній платі не передбачені. Замість них у єдиний роз'єм системної плати перпендикулярно її площині вставляється спеціальна виносна плата (riser card), на якій змонтовані слоти розширення. Вставлені в них плати адаптерів виявляються розташованими паралельно площині системної плати . Живлення на системну плату LPX подається так само, як і на класичну плату IBM AT — через два 6-контактних роз'єми, зазвичай позначених як Р8 і Р9. У стандарті LPX визначена також сувора послідовність розташування вхідних і вихідних роз'ємів уздовж задньої сторони плати (перераховані зліва направо) :
- роз'єм для підключення монітора VGA;
- паралельний порт;
- два послідовних порти;
- роз'єм mini-DIN для підключення миші типу PS/2;
- роз'єм mini-DIN для підключення клавіатури типу PS/2.